# Lestradea
Рід налічує 2 види риб родини цихлові.

## Види
- Lestradea perspicax Poll 1943
- Lestradea stappersii (Poll 1943)